# Estación de Fuente del Jarro
Fuente del Jarro es una estación de la línea 2 de Metrovalencia ubicada en Paterna.
Se encuentra en el polígono industrial homónimo, en el término municipal de Paterna.

## Historia
Se inauguró en el año 1974. Por obras de duplicación de vía entre la estación de Fuente del Jarro y el apeadero Font del Barranc, del 28 de marzo al 24 de diciembre de 2024, permaneció suspendido el servicio en el tramo Llíria-Paterna.